# OTS-2
O OTS-2 foi um satélite de comunicação geoestacionário europeu construído pela British Aerospace, ele era de propriedade da Agência Espacial Europeia (ESA). O satélite foi baseado na plataforma OTS Bus. O mesmo saiu de serviço em janeiro de 1991 e foi enviado para uma órbita cemitério.

## História
O OTS-1 e 2 (Orbital Test Satellite) eram uns satélites de comunicação experimentais herdados pela ESA em 1975 de seu antecessor, a Organização Europeia de Investigação Espacial (ESRO).
Estes foram os primeiros satélites de comunicação geoestacionários a transportar seis transponders banda Ku de (14/11 GHz) e foram capazes de lidar com 7.200 circuitos telefônicos. Com uma massa de cerca de 445 kg na estação, a plataforma OTS Bus era hexagonal com dimensões de 2,4 m por 2,1 m. Dois painéis solares com uma extensão de 9,3 m, com 0,6 kW de potência elétrica. A British Aerospace foi o contratante principal do consórcio europeu MESH que desenvolveu o veículo OTS.
O OTS-1 foi perdido no lançamento, em setembro de 1977. O OTS-2 foi lançado com sucesso em maio de 1978. Ele completou a sua principal missão em 1984, depois que a sonda envolvido em um programa de 6 anos de experimentos, incluindo o teste de uma nova técnica de controle de atitude aproveitamento das forças do vento solar. Em janeiro de 1991, OTS 2 foi movido para fora da órbita geoestacionária para uma órbita cemitério.

## Lançamento
O satélite foi lançado com sucesso ao espaço no dia 11 de maio de 1978, por meio de um veículo Delta-3914, lançado a partir da Estação da Força Aérea de Cabo Canaveral, na Flórida, EUA. Ele tinha uma massa de lançamento de 865 kg.

## Capacidade e cobertura
O OTS-2 era equipado com 6 transponders em banda Ku para prestar serviços à Comunidade Europeia.